# جون هوسكينز
جون هوسكينز (بالإنجليزية: John Hoskins)‏ هو عسكري أمريكي، ولد في 22 أكتوبر 1898 في بينيفيلي في الولايات المتحدة، وتوفي في 31 مارس 1964 في فولز تشيرش في الولايات المتحدة.